# La Grave
La Grave – miejscowość i gmina we Francji, w regionie Prowansja-Alpy-Lazurowe Wybrzeże, w departamencie Alpy Wysokie.

## Położenie
Leży w Alpach Delfinackich, w głębokiej dolinie górnego biegu Romanche, rozdzielającej tu grupę Écrins na południu od grupy Arves na północy. Zabudowania wioski zgrupowane są na niewielkiej terasie na prawym (północnym) brzegu rzeki. Od południa nad miejscowością wznosi się bezpośrednio potężny, okryty lodowcami masyw La Meije. Przez miejscowość przebiega droga departamentalna nr 1091 (Route départementale 1091) - dawna droga krajowa nr 91 (Route nationale 91), łącząca Vizille przez przełęcz lautaret z Briançon.

## Demografia
Według danych na rok 1990 gminę zamieszkiwało 455 osób, a gęstość zaludnienia wynosiła 3,59 osób/km². W styczniu 2015 r. La Grave zamieszkiwało 500 osób, przy gęstości zaludnienia wynoszącej 3,94 osób/km².

## Sporty zimowe
W miejscowości tej znajduje się stok narciarski o różnicy wysokości 2300 m, uznawany za jeden z najtrudniejszych na świecie.